# Alfonso De Lucia
Alfonso De Lucia (Nola, 12 de novembro de 1983) é um futebolista italiano que atua como goleiro. Atualmente está sem clube.